# Belgiens Grand Prix 1962
Belgiens Grand Prix 1962 var det tredje av nio lopp ingående i formel 1-VM 1962.  

## Resultat
1. Jim Clark, Lotus-Climax, 9 poäng
2. Graham Hill, BRM, 6
3. Phil Hill, Ferrari, 4
4. Ricardo Rodriguez, Ferrari, 3
5. John Surtees, Reg Parnell (Lola-Climax), 2
6. Jack Brabham, Brabham (Lotus-Climax), 1
7. Carel Godin de Beaufort, Ecurie Maarsbergen (Porsche)
8. Maurice Trintignant, R R C Walker (Lotus-Climax)
9. Lucien Bianchi, ENB (Lotus-Climax)
10. Jo Siffert, Ecurie Filipinetti (Lotus-Climax)
11. John Campbell-Jones, Emeryson (Lotus-Climax)

### Förare som bröt loppet
- Trevor Taylor, Lotus-Climax (varv 25, olycka)
- Willy Mairesse, Ferrari (25, olycka)
- Richie Ginther, BRM (22, växellåda)
- Tony Maggs, Cooper-Climax (22, växellåda)
- Bruce McLaren, Cooper-Climax (19, hjullager)
- Masten Gregory, BRP (Lotus-BRM) (13, drog sig tillbaka)
- Innes Ireland, BRP (Lotus-Climax) (8, upphängning)
- Giancarlo Baghetti, Ferrari (3, tändning)

### Förare som ej startade
- Dan Gurney, Autosport Team Wolfgang Seidel (Lotus-BRM) (Bilen ej raceklar)